# 고려장 (마을)
고려장(高麗莊)은 민간 무역의 번성으로 중국 원나라의 대도(현재의 베이징)에 있었던 고려인 마을이다.

## 명나라 때 바뀐 마을 이름
운하가 베이징시 동쪽 외곽에 위치한 통주구에 있는 백하까지 연결되어 내륙까지 물자가 운반되었다. 통주에 항구는 국제 무역항으로 일본과 고려에서 배를 이용하여 대도를 드나들때 이용되었다. 당시 통주에는 고려 사람들이 모여살았던 흔적이 곳곳에 있다. 현재 통주구 부두에서 10분 거리에는 과거 고려인들이 모여 살았던 마을들 중에 하나로 대고력장(大高力莊)이라는 마을이 존재한다.
명나라때에 이 마을 이름인 고려장(高麗莊)을 고력장(高力莊)으로 개명한다.

## 통주 항구의 특징

### 통주구 문물관리소 쩌우량 소장의 설명
통주의 항구에 고려가 공무(公務)를 처리하기 위해서는 반드시 와야 했다. 그러면 대도에서 관리가 와서 그들을 대도로 모셨고 수역(水驛)은 배로 이동하는 경우 사용되었다. 당시 통주는 고려인들이 많았고, 중국은 원나라때 고려와 매우 가까웠기 때문에 왕래가 빈번하였다.

## 고려장 마을의 특징

### 경북대 사회교육학부 장동익 교수의 설명
당시 통주는 세계 각국의 선박들이 도착하였고, 원나라에 머물고 있던 고려의 왕이나 관리를 위한 각종 물자들이 도착하였다. 이와 관련하여 고려의 관료나 상인들이 집결하여 살고 있었을 것으로 추정하였다.

## 같이 보기
- 장례 방식 고려장
- 고려장 (동음이의)
- 개경
- 고려의 대외 관계